# Pritchardia vuylstekeana
Pritchardia vuylstekeana är en enhjärtbladig växtart som beskrevs av Hermann Wendland. Pritchardia vuylstekeana ingår i släktet Pritchardia och familjen Arecaceae. Inga underarter finns listade i Catalogue of Life.